# El Pla de Santa Maria
El Pla de Santa Maria és una vila i municipi de la comarca de l'Alt Camp. A l'extrem nord de la vila s'hi ubica l'església romànica de Sant Ramon, antigament dedicada a Santa Maria.

## Geografia
- Llista de topònims del Pla de Santa Maria (Orografia: muntanyes, serres, collades, indrets..; hidrografia: rius, fonts...; edificis: cases, masies, esglésies, etc).

El Pla de Santa Maria es troba al peu de les muntanyes de la serra de Miramar i del Cogulló.
El terme és predominantment pla al centre i cap al sud. La vila es va ubicar en un espai planer, a la cruïlla dels camins que conduïen als pobles de Figuerola, Cabra del Camp, el Pont d'Armentera, Santes Creus, Vila-rodona, Alió i Valls.

## Història
Va formar part de la Vegueria de Tarragona fins al 1716. Després va passar a formar part del Corregiment de Tarragona des del 1716 fins al 1833.
Al llarg dels anys, el poble ha patit successius canvis de nom: Vilalba, Santa Maria del Pla, el Pla de Cabra, el Pla de Santa Maria. L'últim canvi de topònim es va produir el 1953, quan es va adoptar el del Pla de Santa Maria.
Les darreres dècades del segle xx van representar un canvi important en l'estructura econòmica del Pla, ja que s'hi van implantar noves indústries. El motor econòmic passà a ser la indústria, i ja no l'agricultura.
L'any 1990, el Departament de Política Territorial i Obres Públiques de la Generalitat de Catalunya, dins del Pla Director per a la Gestió dels Residus Industrials a Catalunya, va decidir ubicar un abocador de residus industrials controlat al terme de Forès i una incineradora al Pla de Santa Maria. La decisió va generar un rebuig força generalitzat i es desenvolupà un fort moviment ciutadà d'oposició al projecte. La contestació al Pla de residus va fer que fos retirat i, posteriorment, es consensués entre la majoria dels grups polítics del Parlament de Catalunya una llei de gestió dels residus industrials que no donava indicació dels indrets on s'havien de localitzar les infraestructures necessàries. Una altra de les conseqüències fou la creació del partit comarcal Unió d'independents Conca de Barberà.

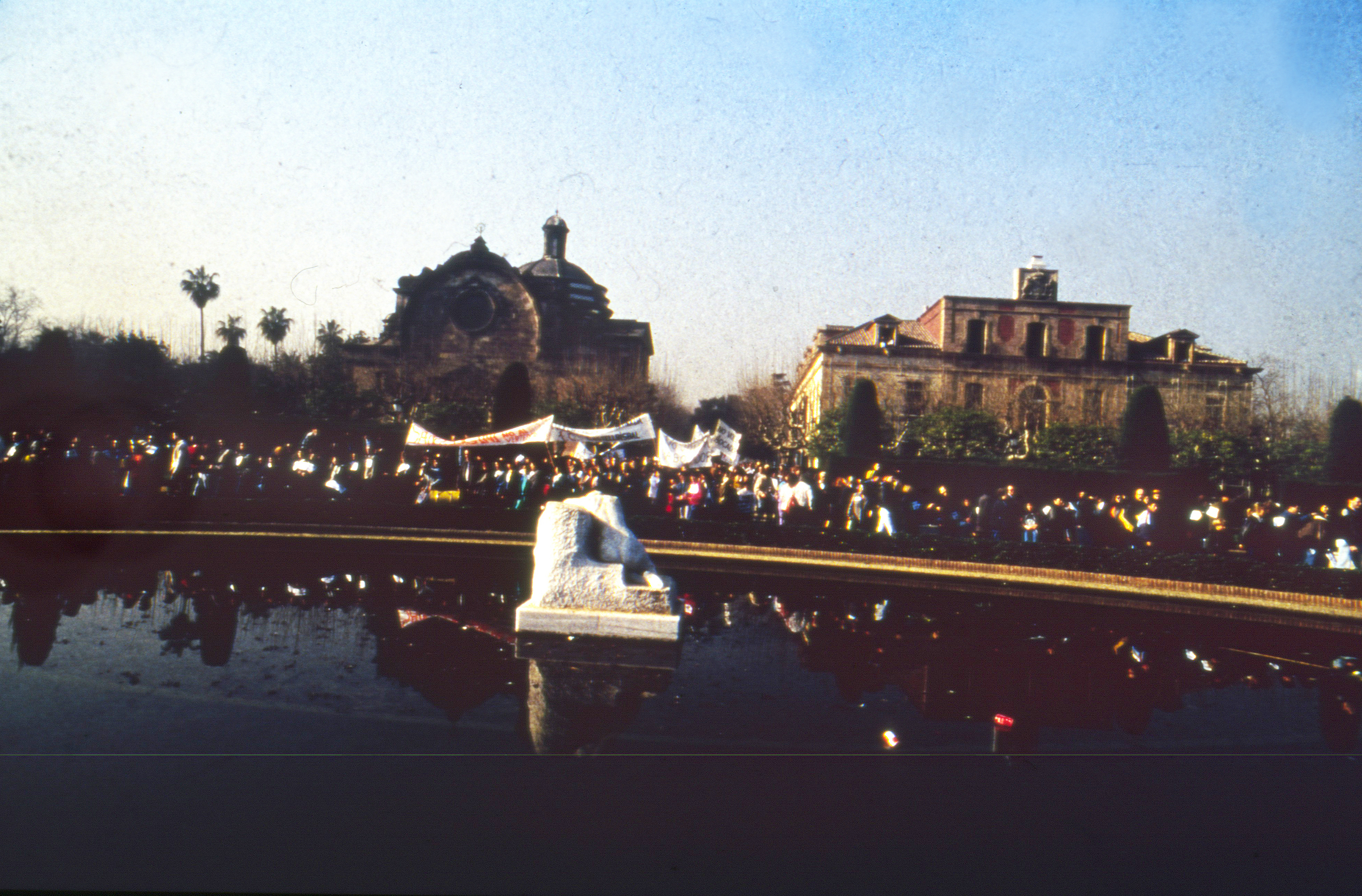
1990. Gent de la Conca de Barberà i de l'Alt Camp protesten davant del Parlament de Catalunya contra el Pla de Residus.

## Dades econòmiques
El 1970 la seva renda anual mitjana per capita era de 46.378 pessetes (278,74 euros).
El 1983 el terme municipal del Pla de Santa Maria comptava amb unes 92 explotacions agràries d'entre 0 i 5 hectàrees, unes 184 d'entre 5 i 50 hectàrees i 10 explotacions d'entre 50 i 200 hectàrees.

## Política

### Eleccions municipals
Llista d'alcaldes i nombre de regidors per partit
| Junts | - | -  | -  | -      | -      | -  | -  | -  | -  | -  | 8  | 9  |
| PSC | - | -  | -  | -      | 1      | 2  | 2  | 2  | -  | -  | -  | 0  |
| ICV | - | -  | -  | -      | -      | -  | -  | -  | 1  | -  | -  | -  |
| CUP | - | -  | -  | -      | -      | -  | -  | -  | -  | 4  | 2  | -  |
| PP | - | -  | -  | -      | -      | 0  | -  | -  | -  | -  | -  | -  |
| ERC | - | -  | -  | -      | -      | 4  | 2  | 2  | -  | -  | 1  | 2  |
| CiU | 9 | 3  | 3  | 2      | 1      | 0  | 1  | 7  | 10 | 7  | -  | -  |
| Altres | - | 6a | 6a | 4b; 3c | 4b; 3c | 3d | 4c | -  | -  | -  | -  | -  |
| Total | 9 | 9  | 9  | 9      | 9      | 9  | 9  | 11 | 11 | 11 | 11 | 11 |
| a Grup Independents; b Unitat Planenca; c Unió Independents el Pla de Santa Maria; d Unió Independents el Pla de Santa Maria - FIC |   |    |    |        |        |    |    |    |    |    |    |    |

## Demografia
| 1497 f | 1515 f | 1553 f | 1717 | 1787  | 1857  | 1877  | 1887  | 1900  | 1910  |
| ------ | ------ | ------ | ---- | ----- | ----- | ----- | ----- | ----- | ----- |
| 54     | 48     | 53     | 583  | 1.870 | 2.037 | 1.802 | 2.137 | 1.838 | 1.718 |

| 1920  | 1930  | 1940  | 1950  | 1960  | 1970  | 1981  | 1990  | 1992  | 1994  |
| ----- | ----- | ----- | ----- | ----- | ----- | ----- | ----- | ----- | ----- |
| 1.854 | 1.924 | 1.726 | 1.722 | 1.606 | 1.539 | 1.448 | 1.553 | 1.584 | 1.584 |

| 1996  | 1998  | 2000  | 2002  | 2004  | 2006  | 2008  | 2010  | 2012  | 2014  |
| ----- | ----- | ----- | ----- | ----- | ----- | ----- | ----- | ----- | ----- |
| 1.627 | 1.603 | 1.651 | 1.717 | 1.820 | 2.009 | 2.213 | 2.371 | 2.375 | 2.344 |

| 2016  | 2018  | 2020  | 2022  | 2024  | 2026 | 2028 | 2030 | 2032 | 2034 |
| ----- | ----- | ----- | ----- | ----- | ---- | ---- | ---- | ---- | ---- |
| 2.294 | 2.305 | 2.348 | 2.340 | 2.389 | -    | -    | -    | -    | -    |

## Llocs d'interès
- Portals fortificats del carrer Major, del segle xvii.
- Església de Sant Ramon, o Església vella, obra romànica dels segles XII-XIII.
- Hi ha un bon grup d'edificis del municipi i de barraques de pedra seca inventariades.
- També hi ha algunes masies com el Mas de Barrina[4] o el Mas Rossell,[5] que és un dels masos de turisme rural.[6][7]

## Persones il·lustres
- Fidel Miró i Solanes
- Gabriel Baldrich i Palau
- Josep Solanes Vilaprenyó
- Joan Mateu Ribé